# Maluda (jezioro)
Maluda (niem. Kleiner See) – jezioro w Polsce położone w województwie zachodniopomorskim, w powiecie drawskim, w gminie Drawsko Pomorskie.
Akwen leży na Pojezierzu Drawskim, na zachód od miejscowości Jutrosin.